# 汪有龄
汪有龄（1879年—1947年）字子健，浙江杭县人。中国法学家、政治人物。

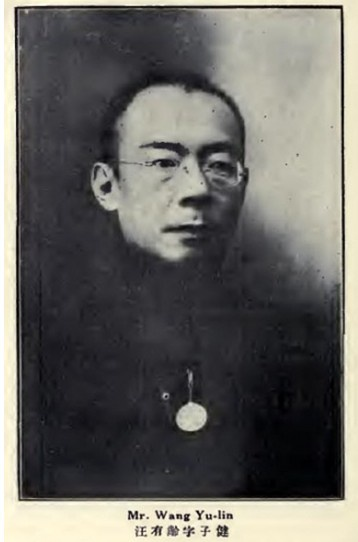

## 生平
汪有龄生于一个仕宦世家。清朝光绪二十三年（1897年），汪有龄作为浙江蚕学馆派生，赴日本学习技术，翌年由浙江巡抚廖中丞改派在东京学法律，后自日本法政大学毕业。归国后，历任清政府商部《商务官报》编辑、京师法律学堂教习。
中华民国成立后，1912年汪有龄任南京临时政府法制局参事，同年8月任北京政府司法部次长、法律编查会副会长。在司法部次长任内，汪有龄积极参加恢复北京法学会，并根据学会宗旨，募资于1912年创办朝阳大学并任首任校长。1913年当选参议员，1914年任参政院参政，1918年8月任安福国会参议员、大理院推事。1920年，任《公言报》社长。1927年，他卸任朝阳大学校长一职。1931年，他离开北京，定居上海，成为执业律师。1936年七君子事件中，汪有龄曾为“七君子”之一李公朴担任辩护律师。
1947年，汪有龄逝世。